# 장재호
장재호(張宰昊, 1986년 12월 14일 ~ )는 대한민국 워크래프트 III, 스타크래프트 II 프로게이머이다. 'Spirit_Moon', 'Moon'이라는 아이디로 게이머들 사이에 알려져 있으며, 주종족은 나이트엘프, 저그이다.
상대 및 맵의 종류에 따라 치밀하게 준비하는 전략과, 실수가 거의 없는 자유자재의 컨트롤을 보유하고 있어 '안드로장', '판타지스타', '제5의 종족', '외계인' 등의 별명을 얻었다. 개인전에 주로 출전하지만 종종 2대2 팀플레이에도 참가하는데, 2009년 은퇴한 노재욱("Lucifer", 언데드)이 그의 팀메이트였다. 부업으로 2010년부터는 스타크래프트 II 프로게이머로 활동하였고, 2011년부터 스타크래프트II로 종목을 전향하였다. 이후 2013년 말 다시 워크래프트 III 종목에 전념할 것을 선언했다.
2014년 3월 전북 임실군에 위치한 35사단에 입소해서 2015년 12월 10일 전역했고 아프리카에서 기념방송을 했다.

## 데뷔부터 위메이드 폭스팀까지
워크래프트3를 처음 시작할 때에는 Pooh 클랜의 멤버였으나, 오프라인 대회에서 특출한 능력을 보이지 못하고, 소속팀에서 주전 자리를 확보하기 어렵게 되자 다른 클랜(Clan WCB )으로 이적하게 된다. 프로게이머 데뷔는 2003년 인천전자공업고등학교 2학년 재학 중에 이루어졌으며, 덴마크의 MYM팀에 입단한 이후 세계적으로 가장 뛰어난 워크래프트 III 프로게이머 중 한 명으로 손꼽히고 있다.  2009년 3월 12일에 이윤열이 속해있는 위메이드 폭스로 이적했다.

## 해외에서의 인기
워크래프트3의 인기 분포가 한국보다는 유럽과 중국에 집중되어 있는 것처럼, 장재호 선수 역시 해외에서 많은 인기를 끌고 있는 선수이며, 특히 중국에서 많은 인기를 얻어 2008년 5월 5일 중국의 워크래프트3 프로게이머인 'Sky' 리샤오펑 등과 함께 베이징 올림픽 성화 봉송에 참가한 적이 있고 쓰촨성 지진복구를 위해
3만 위안을 기부하기도 했다.

## 오크에게 특히 강했던 경력
장재호의 대회 오크전 공식 기록은 34연승이다.

## 라이벌
네덜란드 국적의 프로게이머 마누엘 쉔카이젠("Grubby", 오크)이 그의 라이벌로 유명한데, 이 라이벌 관계는 2004년 말에 형성되었다. 각각 여러 게임 대회에서 우승을 하면서도 맞대결은 별로 이루어지지 않았는데, 당시 장재호는 한국에서 열리는 대회에 많이 참가하였고, 마누엘 쉔카이젠은 국제대회에 주로 참가하고 있었기 때문이다. 지금까지 맞대결은 몇 차례 있어왔는데, 다음과 같은 주요 전적을 남겼다.(참고로 마누엘 쉔카이젠에게 패배를 당했을 당시 장재호 선수는 슬럼프에 빠져 한동안 고생했다.)
- World E-Sport Games Masters (WEG) 준결승 : 장재호의 1-3 패배
- 수퍼파이트2 1회전 : 장재호의 2-0 승리
- 워크래프트 월드 워(W3) 시즌 1 결승 : 장재호의 3-0 승리

이후 MBCGAME 워크래프트 월드 워, 아프리카 워크래프트3 리그(AWL), 나이스게임TV 워크래프트3 리그(NWL)등 수많은 국내외 게임리그의 본선에서 자주 맞붙어온 박준("Lyn", 오크), 마찬가지로 프로페셔널 게이밍 리그, 월드사이버게임즈 등 해외 대회에서 자주 맞붙어온 리샤오펑("Sky", 휴먼)등이 장재호의 라이벌로 꼽힌다.(리샤오펑과의 상대전적에서는 장재호가 압도적으로 우세하다.)

## 전략과 전술
- 건물을 이용한 크립 사냥: 장재호는 크립을 사냥할 때 에인션트 오브 워나 트리 오브 라이프를 잘 사용하는 것으로 유명하다. 이 건물들은 유닛 생산 기능이 있으면서도 자체적인 공격력을 가지고 있는데다 이동도 가능하기 때문에, 최소한의 병력만으로 빠른 사냥을 가능하게 해준다.
- 매스 탤론 전략: 오크 종족을 상대로 장재호가 많이 사용하는 전략으로, 에인션트 오브 윈드를 두 개 건설하여 다수의 드루이드 오브 탤론을 생산하고 페어리 파이어와 싸이클론 기술로 상대방 병력을 무력화시킨다. 보통 세 번째 영웅으로 키퍼나 고블린팅커를 함께 사용하며, 마누엘 쉔카이젠에게도 이 전략을 많이 사용했다.
- 나이트엘프 타워러시 전략: 나이트엘프는 타워(에인션트 프로텍터)의 성능이 좋지 않아 타워러시를 잘 사용하지 않는데, 장재호는 대 언데드전에서 타워러시를 사용하기도 한다.
- 핏로드의 활용: 장재호는 중립영웅인 핏로드를 잘 사용하는 것으로도 유명한데, 특히 대휴먼전에 많이 사용한다. 핏로드는 게이머들 사이에서는 성능이 별로 좋지 않은 영웅으로 알려져 있었으나, 휴먼의 매지컬 유닛을 빠르게 제거하는 데에 핏로드를 이용함으로써 게이머들에게 핏로드의 새로운 가능성을 제시하였다.
- 마스터 클러 전략: 장재호는 드루이드 오브 클러를 잘 사용하는 것으로도 유명한데, 현재 클러와 드라이어드를 조합한 일명 동물농장 전략은 나이트엘프의 가장 보편적인 전략이 되었다.
- 무한 확장 전략: 확장기지가 많은 맵에서 가능한 모든 금광에 확장기지를 계속 건설하는 전략으로, 상대가 확장기지를 부수는 속도 이상으로 새 기지를 계속 건설한다. 장재호가 이 전략을 자주 사용하기 시작하자 블리자드에서 트리 오브 라이프의 빌드 속도를 늦추는 패치를 내놓았을 정도였으며, 패치 이후에도 이 전략은 장재호가 즐겨 사용하는 전략 중 하나이다.
- 블러드 캐슬: 중립영웅 다크레인저의 궁극 기술인 "참(Charm)"을 이용하여 휴먼의 일꾼을 자신의 편으로 만들고, 이를 이용해 휴먼 종족의 본진을 건설하고 2홀업 상태 킵에서 아크메이지생산하고, 3홀업 캐슬 상태를 만든 뒤 휴먼의 영웅인 블러드메이지를 소환하는 전략. "캐슬"에서 "블러드메이지"를 생산한뒤, 상대의 붉은색 캐슬에 블리자드와 플레임스트라이크를 날려서 블러드캐슬이라 불린다. WEG 2005에서 유안 메를로("ToD", 휴먼)를 상대로 사용해 게이머들에게 깊은 인상을 남겼다.[6]

## 스타크래프트2 전향
장재호는 TG삼보-인텔 STARCRAFT II OPEN Season 2 예선전에 참가 신청을 한 것으로 알려졌다. 뿐만 아니라 워크래프트 3 프로게이머 중 국내 거물급 프로게이머인 박준, 윤덕만, 노진욱, 그리고 이번 WCG 2010에서 한국의 워크래프트 3 부문 첫 금메달을 안게 한 김성식도 예선 신청을 하였다. 그리고 스타크래프트 1 프로게이머였던 이윤열, 박성준도 예선에 참가해 두 게임의 거물급 프로게이머였던 선수들의 매치가 나오지 않을 까하는 기대감이 든다.

## 트리비아
- 장재호는 2006년 중반에 슬럼프에 빠진 일이 있는데, 많은 팬들이 예전의 장재호("Old Moon")은 사라져 버렸다고 생각했다. 그러나, 2006년 10월~11월에 걸쳐 열린 디지털라이프와 슈퍼파이트2에서 거둔 승리로 슬럼프에서 벗어났다. 마누엘 쉔카이젠은 슈퍼파이트2에서 가진 장재호와의 경기에서 패한 후, "Old Moon, 즉 2005년의 장재호가 다시 돌아왔다"고 소감을 밝힌 적이 있다.
- 장재호의 별명 중 하나인 "제 5의 종족"은 gamestv.com에서 처음 생겨났다. 당시 gamestv.com은 "놀라운 전술을 가진 위대한 게이머이자 환상적인 엘프이며, 그의 플레이를 예측하는 것은 불가능하다"라며 극찬하였다.
- 장재호가 한국 게이머들로부터 부여받은 별명인 "안드로장"은 그가 상대하는 모든 게이머를 관광열차를 태워 안드로메다 은하까지 멀리 보낸다 하여 생긴 것인데, 한국 게이머들 사이에서는 스포츠 경기에서 압도적인 실력차를 보여줬을 때 상대방이 마치 관광을 하듯이 눈으로 지켜볼 수밖에 없다 하여 이런 상황을 "관광시키다"라는 은어로 일컫고 있다.
- 장재호의 연습 방법 중에 잘 알려진 일화 중 하나는, 매일 밥만 먹고 래더 게임 연습을 한다는 것이다. 이는 합숙하던 동료 게이머의 입에서 처음 나온 일화로 장재호 자신이 인터뷰에서 밝힌 바 있는 방법이다. 자기 전에 래더 검색을 켜놓고 잠을 자다 검색되면 나는 효과음을 듣고 깨어나 게임을 하고, 다시 검색을 켜고 자는 식으로 지냈다는 것.

## 주요 수상 경력
스타크래프트 II : 프리미어 개인리그 준우승 2회

### 워크래프트3
- 2003년 MBC GAME 프라임리그 II 우승 (VS 천정희)
- 2004년 MBC GAME 프라임리그 III 준우승 (VS 박세룡)
- 2005년 온게임넷 워3 리그 준우승 (VS 장용석)
- 2005년 WEG 2005 워크래프트3부분 1,2차 리그 우승 (1차 결승 VS황태민, 2차 결승 VS김동문)
- 2005년 MBC GAME 프라임리그 V 우승 ( VS 김홍재)
- 2005년 MBC GAME WARCRAFT3 LEAGUE(MWL)-WEF 2005 한국리그 챔피언 결정전 우승(VS 박준)
- 2006년 IEST 2006 워크래프트3 우승
- 2006년 MBC GAME K-SWISS 배 워크래프트3 월드 워(W3) 시즌 1 잠정우승(VS 마누엘 센카이젠 결승 불참)
- 2006년 MBC GAME K-SWISS 배 워크래프트3 월드 워(W3) 시즌 2 우승 (VS 조대희)
- 2006년 대한민국 e스포츠대상 워크래프트3부문 최우수선수
- 2007년 MBC GAME 해태 마시는 산소수배 워크래프트3 월드 워(W3) 시즌1 우승 (VS 마누엘 센카이젠)
- 2007년 MBC GAME 해태 마시는 산소수배 워크래프트3 월드 워(W3) 시즌2 우승 (VS 리샤오펑)
- 2007년 MBC GAME 해태 마시는 산소수배 워크래프트3 월드 워(W3) 시즌3 우승 (VS 박준, 장재호 대오크전 34연승 기록 깨짐)
- 2007년 MBC GAME 해태 마시는 산소수배 워크래프트3 월드 워(W3) 섬머 그랜드 프릭스 우승  (VS 박준)
- 2007년 Game-X(러시아) 우승
- 2007년 대한민국 e스포츠대상 워크래프트3부문 최우수선수
- 2007년 NGL리그 팀MYM 준우승
- 2007년 NSL(중국) 우승
- 2007년 World Series of Video Games China (중국) 우승
- 2007년 블리자드 월드와이드 인비테이셔널(WWI) 4강
- 2007년 블리자드 래더 시즌 5 우승
- 2007년 Dreamhack Summer 2007 (Sweden) 우승
- 2007년 나이스게임TV 아프리카 워크래프트 리그(AWL) 시즌1 준우승
- 2007년 WCG 2007 동메달
- 2008년 PGL 시즌2 우승
- 2008년 블리자드 월드와이드 인비테이셔널(WWI) 우승
- 2008년 ESWC Masters 우승
- 2008년 WCG 2008 은메달(결승 VS 마누엘 센카이젠)
- 2008년 2008 IEF 워크래프트3 부문 우승 (vs 리샤오평)
- 2009년 ESWC 아시아 마스터즈 8강
- 2009년 IEM3 청주 4위 ($1,000)
- 2009년 Norton Anti-Virus GOMTV World Invitationa 3위 ($800)
- 2009년 E-Stars 서울 2009 King of the Game 4위 ($800)
- 2009년 World Cyber Games 한국지역 Final 우승 ($1,600)
- 2009년 ESWC 아시아 마스터즈 4 청주 준우승 ($2,500)
- 2010년 NGL-One 우승 ($8,000)
- 2011년 2011 IEF 워크래프트3 부문 우승 (vs 박준)
- 2011년 2011 대한민국 e-스포츠 대상 QSENN 10대 스타상
- 2012년 WCG 2012 4위 (vs 리샤오펑)
- 2013년 WCG 2013 2위 (vs 후앙시앙)
- 2014년 2013 대한민국 e-스포츠 대상 우정상
- 2020년 WCG 2020 단체전 금메달
- 2020년 WCG 2020 개인전 은메달

### 스타크래프트 II
- 2010년 2010 소니 에릭슨 스타크래프트 II OPEN Season 3 32강
- 2011년 2011 소니 에릭슨 글로벌 스타크래프트 II 리그 Jan. Code A 8강
- 2011년 IEM Season V - World Championship 준우승
- 2011년 DreamHack Summer 2011 준우승
- 2011년 North American Star League Season 1 8강
- 2011년 2011 인텔 글로벌 스타크래프트 II 리그 Mar. Code A 32강
- 2011년 2011 LG 시네마 3D, 인텔코리아 슈퍼 토너먼트 64강
- 2011년 2011 MLG Pro Circuit: Columbus 8강
- 2011년 China 1st 3D Electronic Games 준우승
- 2012년 ASUS ROG Winter 2012 32강
- 2012년 NVIDIA Gaming Festival 2012 준우승
- 2012년 2012 DreamHack Open: Valencia 16강
- 2012년 ASUS ROG Summer 2012 4위